# Oxazepam
Oxazepam là một loại thuốc benzodiazepine tác dụng ngắn đến trung gian. Oxazepam được sử dụng để điều trị chứng lo âu  và chứng mất ngủ và kiểm soát các triệu chứng của hội chứng cai rượu.
Nó là một chất chuyển hóa của diazepam, Prazepam, và temazepam, và có tính chất mất trí nhớ vừa phải, giải lo âu, chống co giật, thôi miên, an thần và thuốc giãn cơ xương so với các loại thuốc benzodiazepin khác.
Nó được cấp bằng sáng chế vào năm 1962 và được chấp thuận cho sử dụng y tế vào năm 1964.

## Sử dụng trong y tế
Nó là một loại thuốc hoạt động trung gian có tác dụng trung gian với tác dụng chậm, vì vậy nó thường được kê cho những người khó ngủ, hơn là ngủ. Nó thường được quy định cho các rối loạn lo âu với căng thẳng liên quan, khó chịu và kích động. Nó cũng được quy định cho cai nghiện ma túy và rượu, và cho lo lắng liên quan đến trầm cảm. Các bác sĩ có thể sử dụng oxazepam ngoài các chỉ định đã được phê duyệt để điều trị chứng ám ảnh sợ xã hội, rối loạn căng thẳng sau chấn thương, mất ngủ, hội chứng tiền kinh nguyệt và các tình trạng khác.

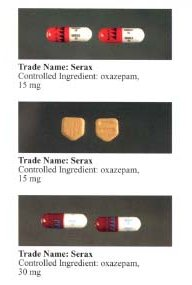

## Tác dụng phụ
Các tác dụng phụ của oxazepam tương tự như các thuốc benzodiazepin khác, và có thể bao gồm chóng mặt, buồn ngủ, nhức đầu, suy giảm trí nhớ, hưng phấn nghịch lý và mất trí nhớ trước, nhưng không ảnh hưởng đến chứng mất trí nhớ toàn cầu thoáng qua. Các tác dụng phụ do giảm liều nhanh hoặc rút thuốc đột ngột từ oxazepam có thể bao gồm đau bụng và co thắt cơ, co giật, trầm cảm, không thể ngủ hoặc ngủ, đổ mồ hôi, run hoặc nôn.

### Dung nạp, phụ thuộc và cai
Oxazepam, cũng như các loại thuốc benzodiazepine khác, có thể gây ra sự dung nạp, lệ thuộc về thể chất, gây nghiện và hội chứng cai thuốc benzodiazepine. Việc rút tiền từ oxazepam hoặc các loại thuốc benzodiazepin khác thường dẫn đến các triệu chứng cai tương tự như các triệu chứng gặp trong khi cai rượu và barbiturat. Liều càng cao và thời gian dùng thuốc càng lâu, nguy cơ gặp phải các triệu chứng cai khó chịu càng lớn. Tuy nhiên, các triệu chứng rút tiền có thể xảy ra ở liều lượng tiêu chuẩn và cả sau khi sử dụng ngắn hạn. Nên ngừng điều trị bằng Benzodiazepine càng sớm càng tốt bằng chế độ giảm liều chậm và giảm dần.

## Chống chỉ định
Oxazepam chống chỉ định trong bệnh nhược cơ, bệnh phổi tắc nghẽn mạn tính và dự trữ phổi hạn chế, cũng như bệnh gan nặng.

## Tương tác
Vì oxazepam là một chất chuyển hóa hoạt động của diazepam, sự trùng lặp trong các tương tác có thể xảy ra với các thuốc hoặc thực phẩm khác, ngoại trừ tương tác CYP450 dược động học (ví dụ với cimetidine). Biện pháp phòng ngừa và làm theo tấm toa được yêu cầu khi chụp oxazepam (hoặc benzodiazepin khác) trong kết hợp với thuốc chống trầm cảm (SSRIs như fluoxetine, sertraline, và paroxetine, hoặc nhiều chất ức chế tái hấp thu như bupropion, duloxetine, hoặc venlafaxine), mạnh thuốc giảm đau (opioid, ví dụ morphin, oxycodone hoặc methadone). Việc sử dụng đồng thời các loại thuốc này (cũng như các loại thuốc benzodiazepin khác) có thể tương tác theo cách khó dự đoán. Uống rượu khi dùng oxazepam không được khuyến cáo. Sử dụng đồng thời oxazepam và rượu có thể dẫn đến tăng an thần, các vấn đề nghiêm trọng khi phối hợp (mất điều hòa), giảm trương lực cơ và trong trường hợp nghiêm trọng hoặc ở những bệnh nhân mắc bệnh, thậm chí là nhiễm độc đe dọa tính mạng với suy hô hấp, hôn mê và suy sụp.

## Hóa học
Oxazepam tồn tại dưới dạng hỗn hợp chủng tộc. Những nỗ lực ban đầu để cô lập thuốc đối kháng đã không thành công; axetat tương ứng đã được phân lập như là một enantome duy nhất. Với các tỷ lệ epime hóa khác nhau xảy ra ở các mức độ pH khác nhau, người ta đã xác định rằng sẽ không có lợi ích điều trị nào đối với việc sử dụng một enantome duy nhất đối với hỗn hợp chủng tộc.